# Ламек Нтекела
Ламек Нтекела (Lameck Nthekela; 2 листопада 1965) — ботсванський дипломат. Надзвичайний і Повноважний Посол Республіка Ботсвана в Швеції, з одночасної акредитацією при Святому Престолі, в Норвегії, Литві, Росії, Естонії та Україні.

## Життєпис
Народився 2 листопада 1965 року в місті Kalakamati в Ботсвані. У 1991 році отримав ступінь в області соціальних наук в Університеті Ботсвани. У 1996 році ступінь магістра ділового адміністрування в Університеті в Едіт Коуен в Перті, Австралія.
У 1991—1993 рр. — викладав неповний робочий день в Національному інституті охорони здоров'я Габороне.
У 1991—2001 рр. — співробітник Міністерства торгівлі і промисловості.
У 2001—2003 рр. — керуючий директор адміністрації Ботсвани з розвитку експорту та інвестицій, яка є однією з організацій, в Ботсвані, що співпрацює із Швецією.
У 2003—2007 рр. — був регіональним представником BEDIA в Лондоні.
У 2008—2009 рр. — менеджер з досліджень BEDIA.
У 2009—2010 рр. — директор з розвитку експорту бізнесу.
У 2010—2011 рр. — він був директором з корпоративних послуг в Баді.
У 2011—2012 рр. — був генеральним директором в Баді. Був відповідальним за участь Ботсвани в ЕКСПО-2010.
З 13 лютого 2013 року — Надзвичайний і Повноважний Посол Республіка Ботсвана в Швеції.
З 13 травня 2013 року — Надзвичайний і Повноважний Посол Республіка Ботсвана при Святому Престолі за сумісництвом.
З 23 травня 2013 року — Надзвичайний і Повноважний Посол Республіка Ботсвана в Норвегії за сумісництвом.
З 16 квітня 2014 року — Надзвичайний і Повноважний Посол Республіка Ботсвана в Литві за сумісництвом.
З 15 січня 2014 року — Надзвичайний і Повноважний Посол Республіка Ботсвана в РФ за сумісництвом.
З 10 лютого 2015 року — Надзвичайний і Повноважний Посол Республіка Ботсвана в Естонії за сумісництвом.
З 27 травня 2015 року — Надзвичайний і Повноважний Посол Республіка Ботсвана в Україні за сумісництвом.